# Служба поисковых и аварийно-спасательных работ ВМФ России
Слу́жба поиско́вых и авари́йно-спаса́тельных рабо́т ВМФ Росси́и (СПАСР ВМФ России) — специальная служба (система органов управления и специальных формирований) в Военно-морском флоте Российской Федерации (ВМФ России), предназначенная для выполнения задач по поисково-спасательному обеспечению (ПСО) сил флота: поиску и оказанию помощи повреждённым и терпящим бедствие кораблям и судам, спасению их личного состава, подъёму затонувших кораблей (судов), а также спасению экипажей летательных аппаратов, потерпевших аварию над морем.
До 1993 года задачи поисково-спасательного обеспечения ВМФ России выполняла Поисково-спасательная служба ВМФ России (ПСС ВМФ России), в 1993—2009 годах — Управление поисковых и аварийно-спасательных работ ВМФ России (УПАСР ВМФ России).

## История
Одним из первых известных в России случаев подводных аварийно-спасательных работ стала операция по спасению «потаённого судна» (подводного судна), сконструированного крестьянином Ефимом Никоновым, которое затонуло вместе с экипажем при его испытаниях на реке Неве в 1724 году. В ходе спасательных работ, в которых принимал непосредственное участие тогдашний российский император Пётр I, аварийное «потаённое судно» было вытащено на берег. При этом обошлось без жертв.
В 1882 году в Кронштадте была создана Водолазная школа, в задачу которой входила подготовка водолазов для Российского императорского флота (РИФ). Преподаватели школы, а также её курсанты и слушатели (нижние чины, а с 1897 года и офицеры), выполняли подводные аварийно-спасательные и судоподъёмные работы на терпящих бедствие или затонувших кораблях РИФ. В 1928 году Водолазная школа, к тому времени перебазированная на Чёрное море и располагавшаяся в Севастополе, была включена в состав ЭПРОН и переведена в Балаклаву, где её объединили с находившимися там Водолазными курсами ЭПРОН. После слияния школа получила наименование Водолазная школа ЭПРОН. В 1931 году Водолазная школа ЭПРОН была преобразована в Военно-морской водолазный техникум ЭПРОН.
Первым специализированным спасательным судном (СС) для подъёма аварийных и затонувших подводных лодкок в РИФ стало судно «Волхов», которое вошло в состав флота в 1915 году. 15—16 июня 1917 года СС «Волхов» впервые произвело подъём затонувшей у Аландских островов подводной лодки АГ-15. 31 декабря 1922 года СС «Волхов» было переименовано в «Коммуну», и по состоянию на 2020 год продолжало нести службу в составе ВМФ России.
Тем не менее, несмотря на зарождение водолазного и судоподъёмного дела в России, специальной поисково-спасательной службы в её военно-морском флоте так и не было создано вплоть до советского периода, поэтому задачи судоподъёма и спасения терпящих бедствие на море в дореволюционной России решались различными частными организациями.
5 января 1921 года постановлением Совета народных комиссаров РСФСР (СНК РСФСР) «О работах по подъёму затонувших судов на Чёрном и Азовском морях» все судоподъёмные работы на Чёрном и Азовском морях были сосредоточены в ве́дении Народного комиссариата по морским делам РСФСР (НКМД РСФСР). Данным постановлением руководство судоподъёмом на обоих морях сводилось в единый орган управления — Управление по судоподъёму на Чёрном море НКМД РСФСР, в подчинение которому передавались все судоподъёмные суда и средства, независимо от их ведомственной принадлежности, вместе с личным составом, который с этого момента считался состоящим на военной службе. Приказом Министра обороны СССР от 15 июня 1961 года № 145 дата принятия постановления СНК РСФСР от 5 января 1921 года установлена Днём рождения военно-морской аварийно-спасательной службы, в настоящее время являясь памятным днём для отечественных сил поисково-спасательного обеспечения ВМФ.
В течение первой половины 1921 года в ве́дение НКМД РСФСР были переданы Водолазная школа, а также работы по судоподъёму на Балтийском, Баренцевом и Белом морях. 29 октября 1921 года, в связи с фактической ограниченностью НКМД РСФСР в специальных судоподъёмных технических средствах и силах, декретом СНК РСФСР «О передаче подъёма судов из ведения Народного Комиссариата по Морским Делам в ведение Народного Комиссариата Путей Сообщения» постановление СНК РСФСР от 5 января 1921 года было отменено, а все судоподъёмные работы на морях и реках РСФСР, включая судоподъёмные суда и средства вместе с личным составом (за исключением военморов, состоящих на действительной военной службе), из НКМД РСФСР были переданы в ве́дение Народного комиссариата путей сообщения РСФСР (НКПС РСФСР).
Новая экономическая политика, проводимая с начала 1921 года в РСФСР, а затем в СССР, привела к переводу многих государственных учреждений на самоокупаемость под строгим государственным контролем. Одним из результатов этой политики стало образование в 1923 году новой структуры в сфере судоподъёма и подводно-технических работ — легендарной Экспедиции подводных работ особого назначения.

### ЭПРОН
2 ноября 1923 года на основе Опытной глубоководной партии, сформированной летом 1923 года для испытаний глубоководной камеры (гидростата), спроектированной бывшим флагманским инженер-механиком дивизии подводных лодок Балтийского флота РИФ Е. Г. Даниленко, с целью последующего поиска и подъёма затонувшего в районе Балаклавы во время Крымской войны британского HMS Prince, приказом по ГПУ при НКВД РСФСР № 463 была создана Экспедиция подводных работ особого назначения (ЭПРОН) как структурное подразделение вышеупомянутого ГПУ (после 15 ноября 1923 года — ОГПУ при СНК СССР).
17 декабря 1923 года приказом Председателя ОГПУ при СНК СССР № 528 новообразованной Экспедиции подводных работ особого назначения был присвоен ранг пограничной флотилии — в её состав, в качестве спасательного судна, была передана бывшая канонерская лодка «Кубанец» (после 17 декабря 1923 года года — «Помощь», после 4 июня 1924 года — «Красный Кубанец»), а также утверждён штат ЭПРОН — 58 человек. Задачами ЭПРОН были определены судоподъём и специальные подводно-технические работы, связанные с подъёмом затонувших и аварийных судов.
1 января 1927 года, согласно постановлению СТО СССР от 17 декабря 1926 года, ЭПРОН был преобразован в государственное предприятие, находившееся в ве́дении ОГПУ при СНК СССР. Этим же Постановлением был утверждён Устав ЭПРОН, определявший деятельность предприятия на принципах хозрасчёта.

Кормовой флаг судов ЭПРОН (1929—1935).

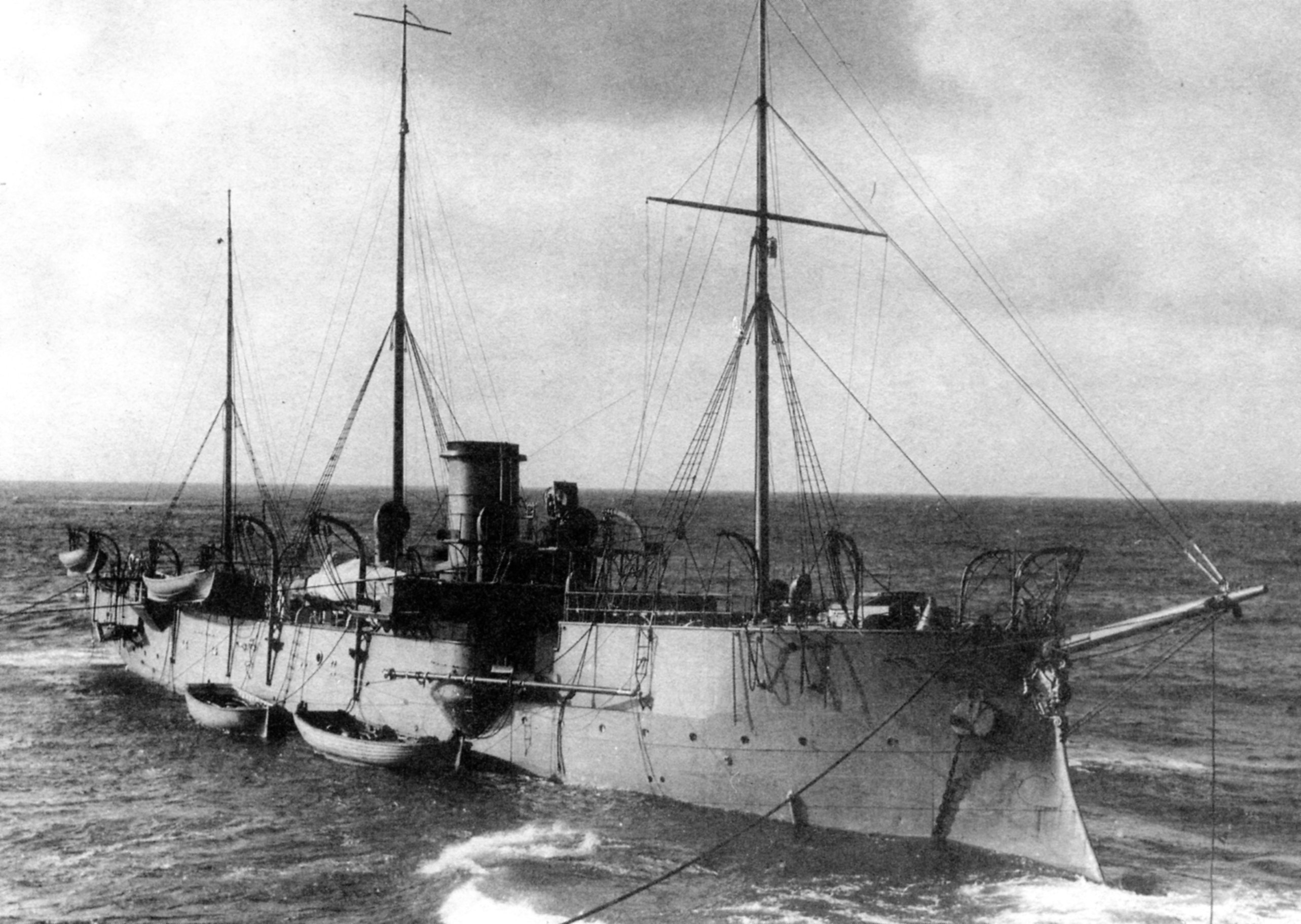
Канонерская лодка «Кубанец» после 1900 года во время испытаний, последовавших за ремонтом (на корабле ещё отсутствует вооружение); после 1923 года — спасательное судно «Кубанец» (с 1924 года — «Красный Кубанец»), первое судно ЭПРОН.

В 1931 году ЭПРОН из ве́дения ОГПУ при СНК СССР передаётся в ве́дение Народного комиссариата путей сообщения СССР, в 1936 году — Народному комиссариату водного транспорта СССР, а в 1939 году — Народному комиссариату морского флота СССР.
К началу 1935 года организационная структура ЭПРОН, впоследствии сохранившаяся без существенных изменений до начала Великой Отечественной войны (ВОВ), представляла собой следующее:
- Главное управление ЭПРОН (ГУ ЭПРОН) — главный орган управления организации (Ленинград), которому подчинялись структурные подразделения центрального подчинения, а также региональные структурные подразделения на Балтийском, Черноморском, Северном, Тихоокеанском флотах и Каспийской военной флотилии соответственно:
  - Московский отряд подводно-технических работ, Гидротехническая группа на строительстве № 15 НКВД СССР (Северный Сахалин)[Коммент. 1], Центральные мастерские (Ленинград), Военно-морской водолазный техникум (Балаклава), База отдыха водолазов (Хоста)[Коммент. 2];
  - Балтийская экспедиция (перед началом ВОВ располагавшаяся в Таллине), Черноморская экспедиция (Балаклава), Северная экспедиция (Мурманск), Тихоокеанская экспедиция (Владивосток), Каспийская экспедиция (Баку), в состав которых входили соответствующие структурные подразделения, базировавшиеся на различных военно-морских базах (ВМБ):
    - аварийно-спасательные отряды (АСО) и отряды подводно-технических работ (ОПТР), подчинённые управлениям соответствующих экспедиций на флотах и флотилиях; некоторые из АСО и ОПТР в разные периоды времени включали в себя соответственно аварийно-спасательные группы и группы подводно-технических работ.

Судовой состав ЭПРОН к началу Великой Отечественной войны включал в себя 28 спасательных судов, в том числе 7 современных судов специальной постройки, 50 водолазных судов (ботов и катеров), несколько плавбаз для судоподъёмных работ, барж, килекторов и других специализированных судов. Лучше всех спасательными судами была обеспечена Балтийская экспедиция. Недостаток спасательных судов имелся в Северной, Черноморской и особенно в Дальневосточной экспедициях. В довоенный период ЭПРОН было поднято со дна более 300 затонувших кораблей и судов, выполнено большое количество подводно-технических работ при строительстве портов, прокладке подводных трубопроводов и коммуникаций. По состоянию на 23 августа 1941 года штатная численность ЭПРОН составляла 2922 человека.
22 июня 1941 года, в первый день Великой Отечественной войны, совместным приказом народных комиссаров ВМФ и МФ СССР № 0525/22с все органы и средства ЭПРОН были включены в состав Военно-морского флота СССР (ВМФ СССР). Начальника ГУ ЭПРОН контр-адмирала Ф. И. Крылова подчинили заместителю НК ВМФ СССР адмиралу Л. М. Галлеру. Экспедиции на флотах и флотилиях стали подчиняться военным советам флотов (флотилий). Входящие в состав данных экспедиций структурные подразделения (АСО, ОПТР и т. д.), базировавшиеся на военно-морских базах, были подчинены командованиям ВМБ. Вышеперечисленные органы управления и подразделения ЭПРОН остались в подчинении ГУ ЭПРОН только в специальном отношении (структурно находясь в составе данной организации). В непосредственном подчинении ГУ ЭПРОН остались лишь Военно-морской водолазный техникум и Центральные мастерские (База отдыха водолазов ЭПРОН в Хосте была передана Медико-санитарному управлению ВМФ).
22 августа 1941 года приказом НК ВМФ СССР № 0799 вводится в действие «Положение об аварийно-спасательной службе флота (флотилии)», согласно которому создаются органы управления аварийно-спасательным обеспечением на флотах и флотилиях ВМФ СССР — аварийно-спасательные службы флотов (флотилий). Данным Положением на ЭПРОН возлагалось осуществление аварийно-спасательной службы в ВМФ СССР: на флотах (флотилиях) — экспедициями подводных работ при главных базах флотов (флотилий); на военно-морских базах — аварийно-спасательными отрядами и отрядами подводно-технических работ или аварийно-спасательными группами при ВМБ; начальниками аварийно-спасательных служб флотов (флотилий) являлись начальники экспедиций подводных работ.
2 июня 1942 года приказом НК ВМФ СССР № 0469 ЭПРОН был преобразован в Аварийно-спасательную и судоподъёмную службу ВМФ СССР.

### АСС ВМФ

Кормовой флаг аварийно-спасательных судов ВМФ (1943—1950).

Аварийно-спасательные службы флотов (флотилий), созданные приказом НК ВМФ СССР от 22 августа 1941 года № 0799, и осуществляемые органами и средствами ЭПРОН на флотах (флотилиях) и ВМБ, обеспечивали боевую деятельность оперативных объединений ВМФ СССР в аварийно-спасательном отношении, вели проверки состояния спасательных устройств по обеспечению живучести на кораблях и судах данных объединений (флотов и флотилий), обслуживали в аварийно-спасательном отношении торговый морской и промысловый флоты, а также иностранные суда в территориальных водах СССР, входящих в зону ответственности флотов (флотилий).
Аварийно-спасательные службы флотов (флотилий) ВМФ СССР решали в том числе следующие задачи:

- оказание немедленной помощи потерпевшим аварии надводным и подводным кораблям;
- спасение личного состава аварийных кораблей;
- обеспечение плавучести кораблей, получивших пробоины;
- снятие кораблей с мелей и камней;
- подъём затонувших кораблей;
- буксировка в базы кораблей при потере ими хода и управляемости;
- спасение судов торгового и промыслового флотов в случаях аварий с ними.

Тем не менее первый год войны выявил факт недостаточной организации аварийно-спасательного обеспечения оперативных объединений ВМФ СССР. Штабы флотов (флотилий) не обладали достаточным опытом планирования и организации, а ЭПРОН — опытом выполнения аварийно-спасательных работ в условиях войны.
2 июня 1942 года приказом НК ВМФ СССР № 0469 государственная организация ЭПРОН была преобразована в Аварийно-спасательную и судоподъёмную службу ВМФ СССР (АССС ВМФ СССР). Этим же приказом устанавливалась штатная численность личного состава АССС ВМФ СССР — 4707 человек. Экспедиции подводных работ на флотах и флотилиях были преобразованы в аварийно-спасательные отделы и отделения АССС флотов и флотилий соответственно. Главное управление ЭПРОН преобразовано в Управление АССС ВМФ СССР. Военно-морской водолазный техникум ЭПРОН был переформирован в Аварийно-спасательный учебный отряд ВМФ СССР.
На аварийно-спасательные отделы (отделения) АССС флотов (флотилий) были возложены функции довольствующих органов по снабжению всех кораблей и судов из состава флота (флотилии) спасательным имуществом, в том числе водолазным снаряжением и оборудованием. В дополнение к специальным формированиям (АСО и ОПТР), уже существовавшим при каждом аварийно-спасательном отделе (отделении) АССС флота (флотилии), из имеющихся сил и средств были сформированы судоподъёмные отряды, на которые возлагались задачи судоподъёма затонувших судов. При этом многие подразделения АССС флотов (флотилий) испытывали проблемы с укомплектованностью личным составом.
3 января 1944 года приказом НК ВМФ СССР № 05 введено «Положение об Аварийно-спасательной службе», согласно которому Аварийно-спасательная и судоподъёмная служба ВМФ СССР была преобразована в Аварийно-спасательную службу ВМФ СССР (АСС ВМФ СССР). Судоподъёмные отряды на флотах (флотилиях) были упразднены. При этом задачи судоподъёма вновь целиком были возложены на АСО и ОПТР, которые с этого момента переходили в непосредственное подчинение аварийно-спасательных служб флотов (флотилий), осуществлявшихся аварийно-спасательными отделами (отделениями) соответственно. Несмотря на то, что в зависимости от складывавшейся оперативной обстановки организационно-штатная структура АСС флотов и флотилий неоднократно корректировалась, данная система подчинённости в АСС ВМФ СССР сохранилась до конца Второй мировой войны, а также в послевоенный период вплоть до 1950 года. В 1951 году силы аварийно-спасательного обеспечения флотов, флотилий и ВМБ (аварийно-спасательные отряды) были переформированы в штатные формирования (отдельные дивизионы АСС флотов, флотилий и ВМБ).
За годы Второй мировой войны подразделениями АССС—АСС ВМФ СССР был проведён большой объём подводно-технических работ. Примерно в 1500 случаях была оказана различная помощь повреждённым кораблям, подводным лодкам, военным и гражданским судам СССР и союзников. Со дна морей, озёр и рек было поднято около 1700 кораблей и судов. Действия личного состава АССС—АСС ВМФ, например таких как первая в СССР женщина-водолаз Н. В. Соколова, зачастую служили примером стойкости и героизма. В первое послевоенное десятилетие силами Аварийно-спасательной службы ВМФ СССР (в 1946—1953 годах — АСС ВМС СССР, в связи с переименованием на тот период Военно-морского флота в Военно-морские силы СССР) было поднято около 2700 кораблей и судов, многие из которых были либо вновь введены в строй, либо отправлены на утилизацию, в связи с чем советская промышленность получила сотни тысяч тонн металлолома, необходимого для восстановления разрушенного войной народного хозяйства. Суммарный тоннаж поднятых со дна единиц техники составил около 3 000 000 тонн.
В 1957 году, согласно распоряжению Совета Министров СССР от 23 августа 1956 года № 5128-р, морская аварийно-спасательная служба была разделена на 2 составляющие: военную и гражданскую. АСС ВМФ СССР осталась как и прежде — военной составляющей морской аварийно-спасательной службы. В качестве гражданской составляющей в составе Министерства морского флота СССР (ММФ СССР) было образовано Главное управление морских путей, судоподъёмных и подводно-технических работ ММФ СССР (Главморпуть ММФ СССР), на которое было возложено выполнение судоподъёмных и подводно-технических работ в народно-хозяйственных целях и в интересах всех гражданских ведомств Советского Союза. При этом из состава АСС ВМФ СССР для вновь создаваемых аварийно-спасательных подразделений Главморпути ММФ СССР были переданы вспомогательные плавсредства и водолазная техника.
В марте 1963 года АСС ВМФ переподчиняют тылу ВМФ СССР, объединяя её со Вспомогательным флотом тыла ВМФ, начальником которого на тот период являлся вице-адмирал П. А. Мельников. На основе Управления вспомогательных судов и гаваней ВМФ, а также Управления АСС ВМФ, было создано общее Управление вспомогательного флота и аварийно-спасательной службы ВМФ СССР (УВФиАСС ВМФ СССР). Бывшее Управление АСС ВМФ было преобразовано во 2-й отдел УВФиАСС ВМФ СССР, с одновременным сокращением численности его личного состава более чем в 5 раз.
Вследствие непонимания руководством вспомогательного флота проблем и потребностей аварийно-спасательной службы, а также несовместимости задач боевого и тылового обеспечения ВМФ СССР, данные структурные изменения негативно сказались на уровнях боевой подготовки и готовности аварийно-спасательных сил на флотах и флотилиях: соединения и части аварийно-спасательных судов лишились некоторых пунктов базирования, были сокращены многие их береговые базы и подразделения обеспечения, а также судовой состав.

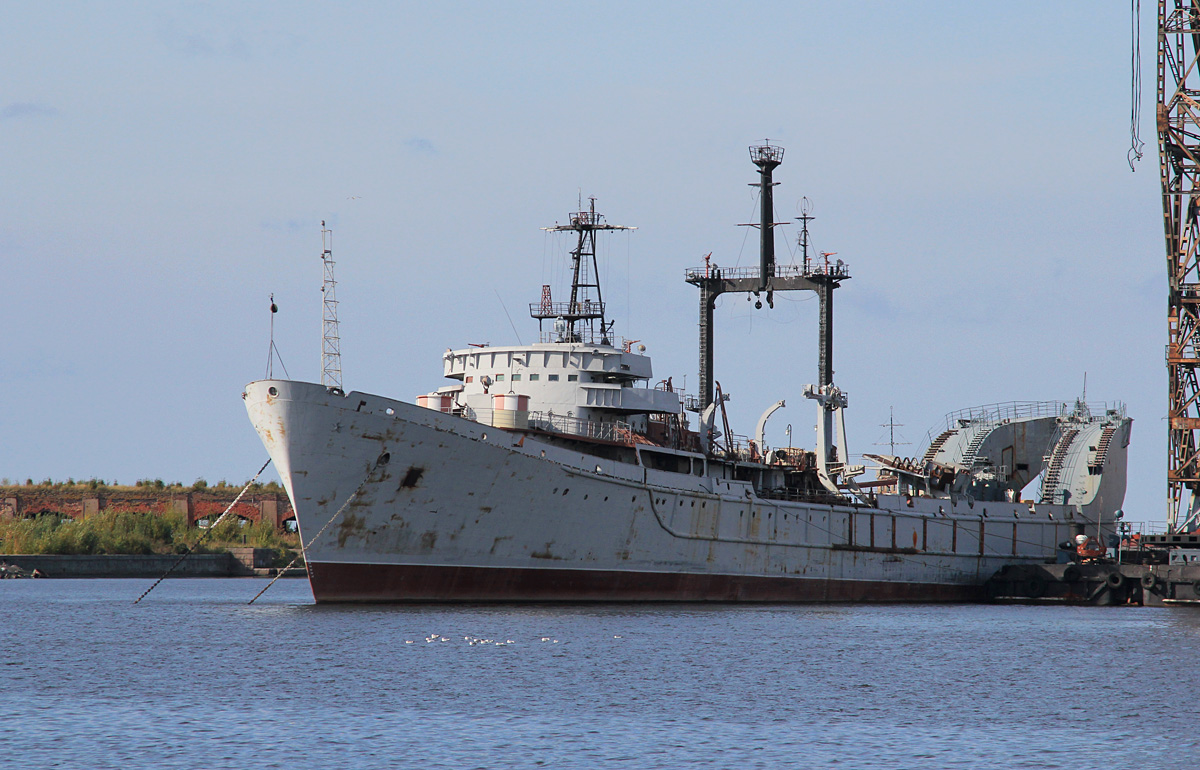
СПС «Карпаты» проекта 530А во время разукомплектования после списания (до списания входило в состав 54-й бригады спасательных судов ДКБФ); Кронштадт, 2010 год.

Несмотря на это, органы управления АСС тыла ВМФ СССР и подчинённые им аварийно-спасательные силы ВМФ продолжали весь этот период выполнение задач боевой службы: устранение аварийных ситуаций на кораблях и судах, связанных с возникновением незначительных очагов пожара или поступлением воды в корпус, а также задач по извлечению из воды упавших в море советских космических аппаратов и т. д. Одним из успешных примеров судоподъёмных работ судами АСС тыла ВМФ стал подъём затонувшей в Баренцевом море 26 января 1961 года дизель-электрической подводной лодки (ДПЛ) С-80, произведённый в июне — июле 1969 года спасательно-подъёмным судном (СПС) «Карпаты» проекта 530А в составе 10-й экспедиции особого назначения (ЭОН-10) центрального подчинения ВМФ СССР. После завершения судоподъёмной операции и расформирования ЭОН-10, единственное в своём классе судоподъёмное судно ВМФ СССР и России (построенное по проекту 530 и введённое в строй в 1967 году, модернизированное по проекту 530А в 1968 году), СПС «Карпаты» продолжало службу в составе сил аварийно- и поисково-спасательного обеспечения Северного, а затем Балтийского флотов, после чего в конце 2009 года было выведено из состава ВМФ, и в 2017 году утилизировано.

Кормовой флаг аварийно-спасательных судов ВМФ (1950—1979), и судов поисково-спасательной службы ВМФ (1979—1992).

В 1979 году аварийно-спасательная служба была выведена из подчинения тылу ВМФ и объединена с существовавшей начиная с 1967 года Поисково-спасательной службой ВМФ. Новая единая служба получила наименование Поисково-спасательная служба ВМФ СССР.

### ПСС ВМФ
В 1967 году, в связи с возросшим количеством советских пилотируемых космических полётов, в ВМФ СССР была создана Поисково-спасательная служба ВМФ СССР (ПСС ВМФ СССР), которая до 1979 года существовала параллельно с Аварийно-спасательной службой тыла ВМФ СССР. Однако в отличие от последней, основными задачами ПСС ВМФ СССР в тот период были обеспечение возможных посадок на воду советских спускаемых аппаратов, а также операции по поиску приводнившихся спускаемых аппаратов и спасению космонавтов.
Одной из значимых спасательных операций с участием моряков-спасателей из состава ПСС ВМФ СССР стала операция по спасению экипажа спускаемого аппарата пилотируемого космического корабля «Союз-23»: космонавтов В. Д. Зудова и В. И. Рождественского, приводнившегося 16 октября 1976 года на озере Тенгиз в Казахской ССР.
В 1979 году, с целью расширения возможностей и комплексному выполнению задач поисково-спасательного обеспечения ВМФ и советской космической программы, ПСС ВМФ и АСС тыла ВМФ (последняя данными структурными преобразованиями выводилась из подчинения тылу ВМФ СССР) были объединены в единую Поисково-спасательную службу ВМФ СССР (ПСС ВМФ СССР), подчинённую начальнику Главного штаба ВМФ СССР. С этого момента объединённая Поисково-спасательная служба ВМФ СССР стала решать общие задачи судоподъёма и аварийно-спасательного обеспечения ВМФ, а также поисково-спасательного обеспечения советских космических полётов. После образования объединённой ПСС ВМФ СССР в 1979 году, силы ПСО флотов, флотилий и ВМБ к середине 1980-х годов были сведены в бригады спасательных судов флотов, отдельные дивизионы спасательных судов флотилий и группы спасательных судов ВМБ.

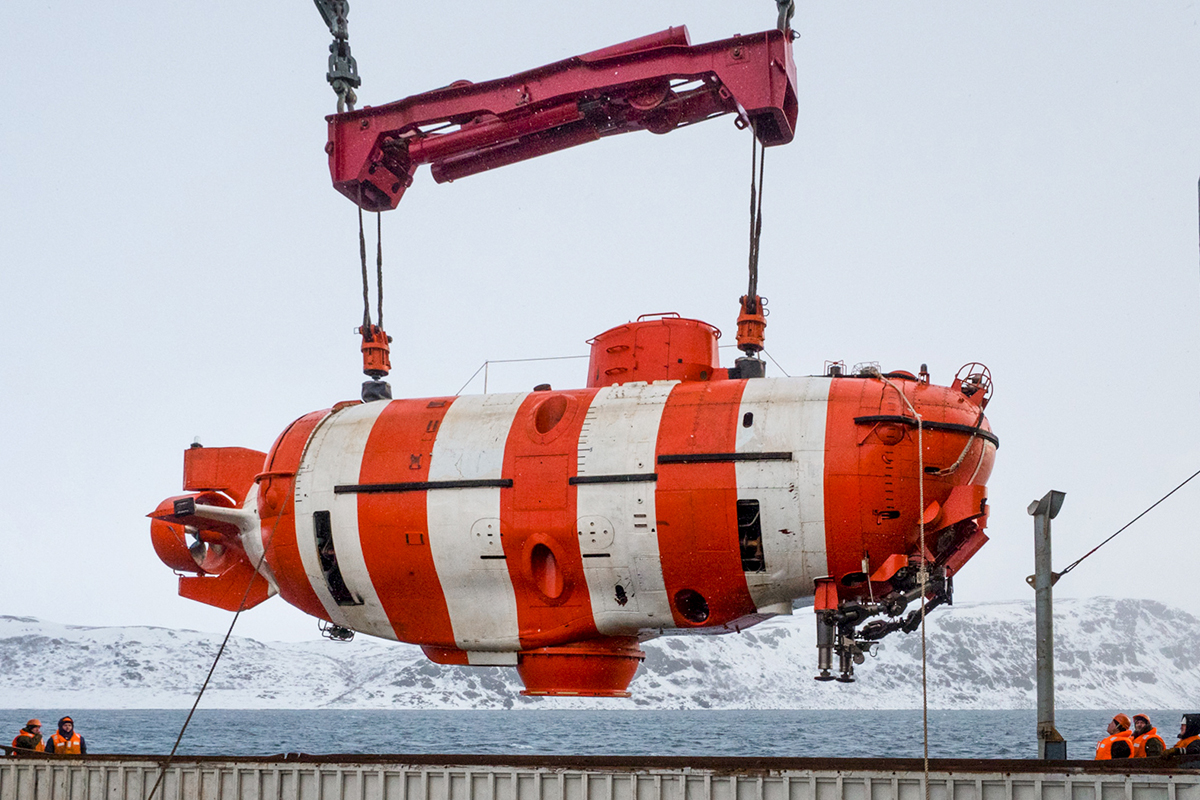
СГА АС-34 «Приз» проекта 18551 (основное судно-носитель «Георгий Титов» проекта 05361), 2017 год.

В середине 1980-х годов ПСС ВМФ СССР располагала 368 поисково-спасательными судами, а также по своей оснастке и подготовленности считалась одной из лучших среди других морских поисково-спасательных служб мира. Вместе с тем, в связи с экономическими трудностями перестроечного периода в СССР, в конце 1980-х годов резко сократилось финансирование всех видов ВС СССР, и как следствие — финансирование ПСС ВМФ в составе Военно-морского флота СССР. К моменту распада СССР в 1991 году, состав сил ПСО ВМФ СССР сократился до 192 судов различных типов и проектов. Одновременно с этим были достигнуты значительные результаты по развитию и внедрению технологий подводно-технических работ, водолазной и морской спасательной техники: построен ряд поисково-спасательных судов, оснащённых глубоководными водолазными комплексами и другим новейшим на тот момент водолазным оборудованием, спасательными глубоководными аппаратами (СГА) и судовыми крановыми установками для их спуска и подъёма, которые обеспечивали выполнение водолазных работ на глубинах до 300 метров. Во второй половине 1980-х годов, с вводом в строй таких аппаратов как СГА проекта 1855 «Приз», испытанные глубины погружения возросли до 500 метров. Были отработаны методы доставки морских спасателей в кратчайшие сроки авиационными средствами ВВС ВМФ СССР, с последующим их десантированием парашютным или беспарашютным (с вертолётов) способами.
Интенсивное развитие и строительство в 1970—1980-х годах советских атомных подводных лодок (АПЛ) дало толчок развитию их поисково-спасательного обеспечения, имевшего цель спасение экипажей АПЛ. В непосредственном распоряжении ПСС ВМФ СССР, в числе других поисково-спасательных судов, имелись 2 спасательные подводные лодки (СПЛ) проекта 940 «Ленок»: БС-257 (Северный флот) и БС-486 «Комсомолец Узбекистана» (Тихоокеанский флот), оборудованные декомпрессионными барокамерами для размещения до 50 спасённых подводников (собственный экипаж СПЛ — 94 человека). Также предусматривалось размещение на СПЛ до 2-х СГА проекта 1855 «Приз». 22—23 октября 1981 года СПЛ БС-486 «Комсомолец Узбекистана» участвовала в операции по спасению экипажа затонувшей у входа в пролив Босфор Восточный ДПЛ С-178, впервые в истории советского ВМФ осуществив подводный переход экипажа с одной подводной лодки на другую. В 1983 году силами экспедиции ПСС ВМФ, впервые в истории ВМФ СССР, был осуществлён подъём атомной субмарины — затонувшей в Авачинском заливе АПЛ К-429.
В конце 1980-х — начале 1990-х водолазами-глубоководниками 40 НИИ АСД МО СССР были проведены серии испытаний метода длительного погружения в условиях гидробарокамеры ГБК-50, с моделированием многосуточного пребывания (до 10 суток) на глубинах до 500 метров, и дыханием испытателей с помощью специальной дыхательной газовой смеси. За успешное выполнение серии испытаний, в 1991 году — в последний год существования СССР, водолазы-испытатели капитаны 3-го ранга А. И. Ватагин и Л. М. Солодков были удостоены званий Героев Советского Союза, а руководитель медицинского обеспечения данных исследований полковник медицинской службы В. В. Семко — звания Герой Социалистического Труда.
После распада СССР и образования 7 мая 1992 года Вооружённых Сил Российской Федерации (ВС РФ), ПСС ВМФ в составе Военно-морского флота Российской Федерации стала именоваться Поисково-спасательной службой ВМФ России (ПСС ВМФ России). В 1993 году ПСС ВМФ России была преобразована в Управление поисковых и аварийно-спасательных работ ВМФ России.

### УПАСР ВМФ
19 апреля 1993 года приказом Министра обороны Российской Федерации № 215, в соответствии с постановлением Совета Министров — Правительства Российской Федерации от 1 марта 1993 года № 174, ПСС ВМФ России была преобразована в Управление поисковых и аварийно-спасательных работ ВМФ России (УПАСР ВМФ России), подчинённое начальнику Главного штаба ВМФ России.

Флаг поисково-спасательных судов (катеров) ВМФ России (1992—2000).

Организационная структура УПАСР ВМФ России была качественно и количественно модернизирована по сравнению с ранее существовавшей в ПСС ВМФ России. Главным органом управления службы являлось Управление поисковых и аварийно-спасательных работ ВМФ России. В составе оперативных объединений ВМФ России были сформированы управления поисковых и аварийно-спасательных работ (УПАСР) флотов, а также службы поисковых и аварийно-спасательных работ (СПАСР) флотилий и ВМБ, подчинённые начальникам штабов флотов, флотилий и ВМБ соответственно.
В структуре УПАСР (СПАСР) флотов (флотилий) были образованы командные пункты, каждый из которых вошёл в общую систему управления силами флота (флотилии), а также организационно-плановые отделы, отделы поиска и организации поисково-спасательного обеспечения полётов космических аппаратов, отделы организации поисково-спасательного обеспечения и боевой подготовки, отделы организации и снабжения, и т. д. Данные структурные изменения существенно улучшили управление силами ПСО флотов (флотилий), а также взаимодействие с другими отделами и службами штабов, соединениями и частями флотов (флотилий).
В первой половине 1990-х годов были продолжены начатые ещё в СССР, в конце 1980-х годов, испытания метода длительного погружения в условиях гидробарокамеры ГБК-50 на глубины до 500 метров, с моделированием многосуточного глубоководного пребывания водолазов до 15 суток. В 1995 году за успешное выполнение серии испытаний водолазы-испытатели 40 ГНИИ Минобороны России капитан 1-го ранга В. С. Сластен и капитан 2-го ранга А. Г. Храмов были удостоены званий Героев Российской Федерации.
В 1990-е годы, в связи с тяжёлой экономической ситуацией в России, недофинансированием ВС РФ в целом, и Военно-морского флота в частности, происходит критическое сокращение судового и личного состава УПАСР ВМФ России, а также прекращение поставок нового водолазного снаряжения и техники. К началу 1999 года судовой состав сил ПСО ВМФ сократился до 139 судов, а в 2000 году он составлял всего около 60 судов различного назначения. Были списаны и впоследствии отправлены на утилизацию имевшиеся в распоряжении УПАСР ВМФ две СПЛ проекта 940 «Ленок». Из имевшихся в 1980-е годы 25 судов, предназначенных для проведения глубоководных водолазных работ, в распоряжении УПАСР ВМФ сохранилось лишь 2 спасательных судна: «ЭПРОН» проекта 527М (Черноморский флот) и «Алагез» проекта 537 (Тихоокеанский флот), где имелись квалифицированные водолазы-глубоководники в составе 12 и 20 человек соответственно. Кроме того, на сохранившихся в составе ВМФ России спасательных судах проекта 05361: «Георгий Титов» (Северный флот) и «Саяны» (Тихоокеанский флот), имелись комплекты нормобарических водолазных скафандров Hardsuit HS1200 производства канадско-американской компании OceanWorks International, позволявшие выполнять подводно-технические работы на глубинах до 365 метров. Из-за сокращения медицинских кадров ВМФ, на крайне низкий уровень опустилось медицинское обеспечение водолазных спусков, что вкупе с отсутствием средств на приобретение дорогостоящего гелия, используемого для дыхательной газовой смеси, привело к практически полному прекращению тренировочных глубоководных погружений водолазов-спасателей на флотах и флотилиях ВМФ России, которые если и проводились, то лишь эпизодически. Была разрушена единая система подготовки и поддержания квалификации водолазных специалистов ВМФ, отсутствовала современная учебная база (специализированные учебно-тренировочные центры на флотах и флотилиях, оснащённые тренажёрами), и т. д.
Вышеупомянутые негативные общегосударственные тенденции 1990-х годов привели к тому, что к началу XXI века УПАСР ВМФ и подчинённые ей силы ПСО ВМФ в большинстве своём утратили способность эффективно и оперативно реагировать на внештатные ситуации, возникающие на кораблях и судах ВМФ России в Мировом океане. Трагические события, связанные с гибелью в Баренцевом море АПЛ К-141 «Курск» в 2000 году, а также буксируемой на утилизацию К-159 в 2003 году, и чрезвычайным происшествием с СГА АС-28 в 2005 году у берегов Камчатки, показали крайне ограниченные возможности УПАСР ВМФ России самостоятельно решать задачи глубоководных аварийно-спасательных, подводно-технических и судоподъёмных работ без привлечения иностранных специалистов и техники.
В 2000-е годы ситуация с финансированием ВМФ России начала меняться к лучшему, в связи с чем начинает проводиться планомерная работа по совершенствованию УПАСР ВМФ. В 2001 году была принята «Морская доктрина Российской Федерации на период до 2020 года», в которой утверждается комплекс мер, обеспечивающих развитие и взаимодействие ведомственных сил поисково-спасательного обеспечения морской деятельности России, а также единой государственной глобальной автоматизированной системы наблюдения за обстановкой в Мировом океане, в том числе системы мониторинга и контроля за местоположением российских судов.
5 мая 2002 года указом Президента Российской Федерации утверждается День водолаза. Начинают закладываться новые поисково-спасательные суда и подводные аппараты различного назначения, которые по мере завершения их строительства и испытаний поступают в состав ВМФ России. При этом особое внимание уделяется имеющей приоритетное значение проблеме спасения экипажей аварийных подводных лодок. На вооружение сил ПСО ВМФ начинает поступать новое водолазное снаряжение и техника, в том числе иностранного производства. Были разработаны государственные программы подготовки водолазного состава, а также медицинского состава ВМФ по специальности «Водолазная медицина», продолжены научные исследования в области развития водолазного дела и глубоководных погружений.
Начавшаяся в 2008 году реформа Вооружённых Сил Российской Федерации повлекла за собой оптимизацию организационно-штатной структуры сил ПСО ВМФ России, в результате чего УПАСР ВМФ России в 2009 году было реорганизовано в Службу поисковых и аварийно-спасательных работ ВМФ России.

### СПАСР ВМФ

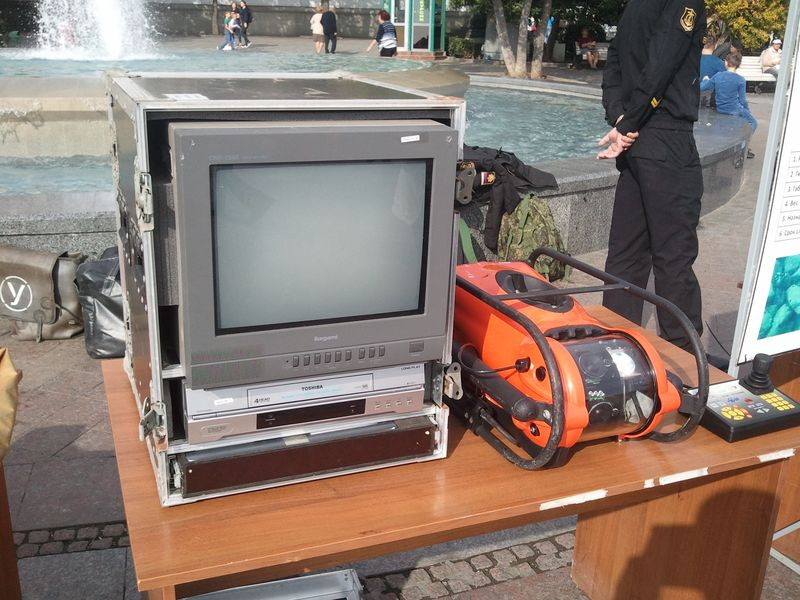
Комплекс ТНПА «Обзор-150», разработанный российской компанией «Тетис Про», поступивший на вооружение сил ПСО ВМФ России; 2019 год.

В 2009 году, в рамках I этапа реформы Вооружённых Сил Российской Федерации, УПАСР ВМФ России было упразднено. На его основе была сформирована Служба поисковых и аварийно-спасательных работ ВМФ России (СПАСР ВМФ России), первоначально подчинённая начальнику тыла ВМФ — заместителю Главнокомандующего ВМФ России по тылу, а впоследствии вновь непосредственно начальнику Главного штаба ВМФ — первому заместителю Главнокомандующего ВМФ России.
На том же этапе реформы ВС РФ силы ПСО ВМФ России (бригады спасательных судов, подчинённые УПАСР флотов, а также отдельные дивизионы и группы спасательных судов, подчинённые СПАСР флотилий и ВМБ) в 2011 году были переформированы в аварийно-спасательные отряды. 14 февраля 2014 года Министром обороны Российской Федерации была утверждена «Концепция развития системы поисково-спасательного обеспечения Военно-Морского Флота на период до 2025 года», реализация которой направлена на решение части имеющихся проблем, связанных с ведомственной разобщенностью аварийно-спасательных формирований, подчинённых различным федеральным органам исполнительной власти, и как следствие — недостаточным уровнем оперативного реагирования и наращивания сил и средств при ликвидации аварии на море. Одновременно с этим, Концепция является программой развития федеральной системы поисково-спасательного обеспечения морской деятельности России, а также комплексного подхода к функционированию и развитию системы органов управления и сил ПСО ВМФ России, как одной из составляющих Единой государственной системы предупреждения и ликвидации чрезвычайных ситуаций Российской Федерации (РСЧС).
В октябре 2019 года на борту введённого в строй в 2015 году спасательного судна «Игорь Белоусов» проекта 21300, входящего в состав 79-го аварийно-спасательного отряда Тихоокеанского флота, было проведено испытание и освоение нового глубоководного водолазного комплекса ГВК-450 (производства британской компании Divex, разработанного совместно с российской компанией «Тетис Про»), в ходе которого водолазы-глубоководники ВМФ России погрузились на рекордную глубину 416 метров. Во время данных погружений было установлено 5 рекордов Российской Федерации, 9 рекордов Минобороны России и ВМФ. В их числе:
- 2 рекорда глубины водолазного погружения с выходом в водную среду и выполнением практических водолазных работ;
- 1 рекорд глубины с проведением работ по оказанию помощи аварийной подлодке;
- 1 рекорд по количеству водолазов, одновременно пребывающих под давлением.

В настоящее время в СПАСР ВМФ большое внимание уделяется боевой подготовке и проведению учений, в том числе международных. Силы ПСО ВМФ России отрабатывали вопросы поиска и спасения условно «аварийных» подводных лодок в ходе таких учений как Sorbet Royal — 2005, «Болд Монарх — 2008» (по результатам которых действия российских моряков-спасателей были высоко оценены наблюдателями из 25 стран мира), «Болд Монарх — 2011» и т. д.

## Структура
Служба поисковых и аварийно-спасательных работ ВМФ России, входящая в состав Главного штаба ВМФ (Санкт-Петербург), имеет следующую структуру подчинённых сил ПСО ВМФ и их органов управления, входящих в состав штабов соответствующих объединений и соединений:
- структурные подразделения центрального подчинения (328 ЭАСО, НИИ СиПТ ВУНЦ ВМФ «Военно-морская академия», ЦС ВМФ);
- управления поисковых и аварийно-спасательных работ флотов (УПАСР Балтийского, Черноморского, Северного, Тихоокеанского флотов):
  - аварийно-спасательные отряды флотов (подчинённые УПАСР флотов),
  - службы поисковых и аварийно-спасательных работ флотилий (СПАСР Приморской флотилии разнородных сил, Объединённого командования войск и сил на Северо-Востоке):
    - аварийно-спасательные отряды флотилий (подчинённые СПАСР флотилий, в том числе ОКВС),

  - службы поисковых и аварийно-спасательных работ военно-морских баз и районов (СПАСР Ленинградской, Новороссийской, Беломорской ВМБ и Совгаванского ВМР):
    - аварийно-спасательные отряды ВМБ и ВМР (подчинённые СПАСР ВМБ и ВМР);
- СПАСР Каспийской флотилии:
  - аварийно-спасательный отряд флотилии (293 АСО)[59];
- управления и штабы авиационных соединений и частей Морской авиации флотов (флотилий).

Силы ПСО ВМФ России (воинские части), подчинённые органам управления СПАСР ВМФ, имеют в своём составе морские и рейдовые поисково-спасательные суда (катера) различных типов и проектов:
- спасательные суда подводных лодок;
- спасательные буксиры;
- водолазные суда (боты, катера);
- пожарные суда (катера), и т. д.

Поисково-спасательные суда, предназначенные для выполнения глубоководных аварийно-спасательных и подводно-технических работ, как правило являются судами-носителями обитаемых и необитаемых подводных аппаратов различного типа и назначения.
Плавсостав сил ПСО ВМФ России (экипажи поисково-спасательных судов и катеров), подчинённых СПАСР ВМФ, как правило укомплектован гражданским персоналом. В ряде случаев, если на поисково-спасательных судах по штату предусмотренны воинские должности, то они укомплектованы смешанными экипажами из гражданского персонала и военнослужащих.
Силы ПСО ВМФ России также включают в себя формирования Морской авиации ВМФ: подразделения поисково-спасательных авиационных комплексов (летательные аппараты в совокупности с поисково-спасательными системами и оборудованием), а также штатные и нештатные поисково-спасательные подразделения (спасательные парашютно-десантные группы, наземные поисково-спасательные команды) из состава авиационных частей.

## Галерея

Поисково-спасательные суда (катера) ВМФ России
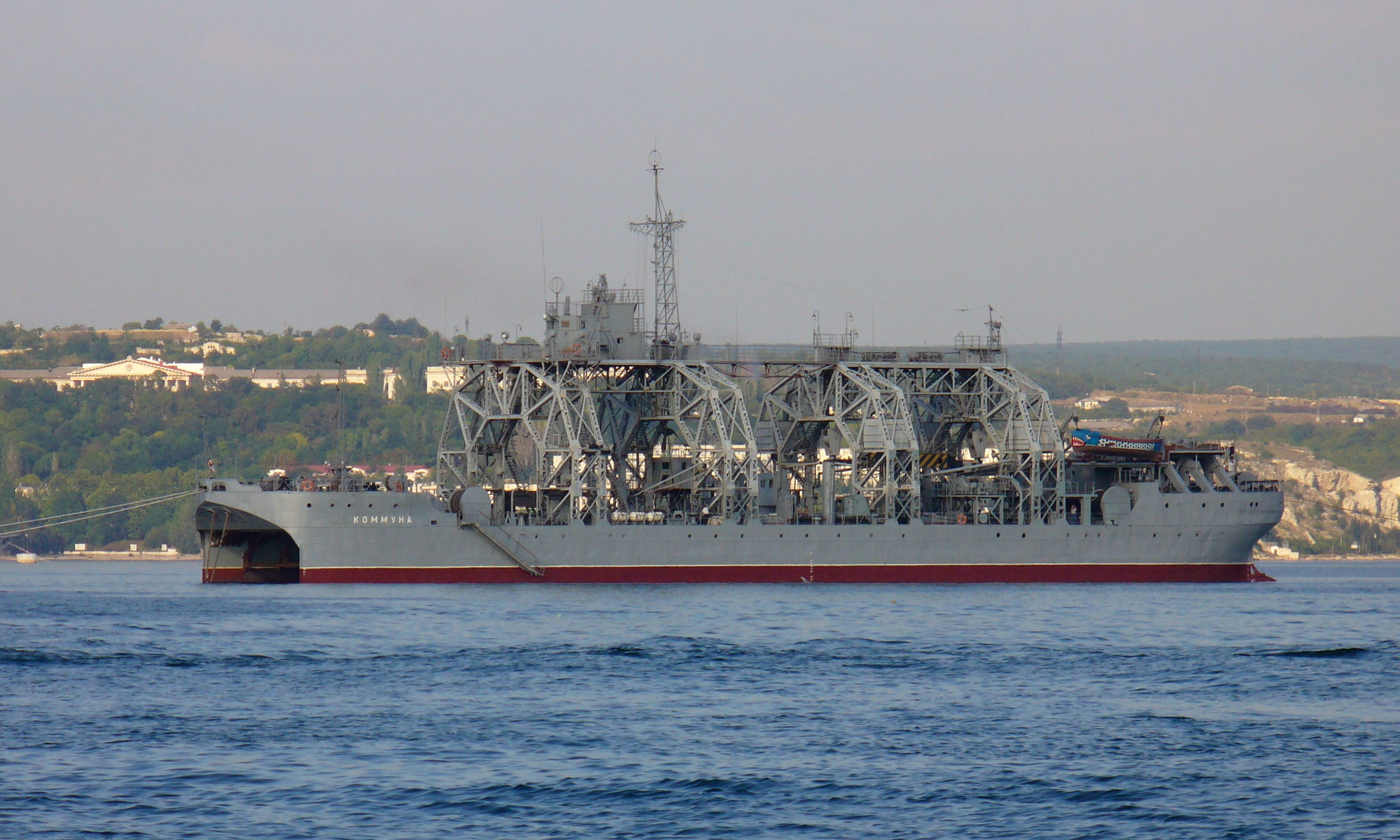
Спасательное судно «Коммуна» (до 1922 года — «Волхов») — старейшее судно ВМФ России (37-я бригада спасательных судов КЧФ; после 2011 года — 145-й аварийно-спасательный отряд КЧФ); Севастополь, 2008 год.
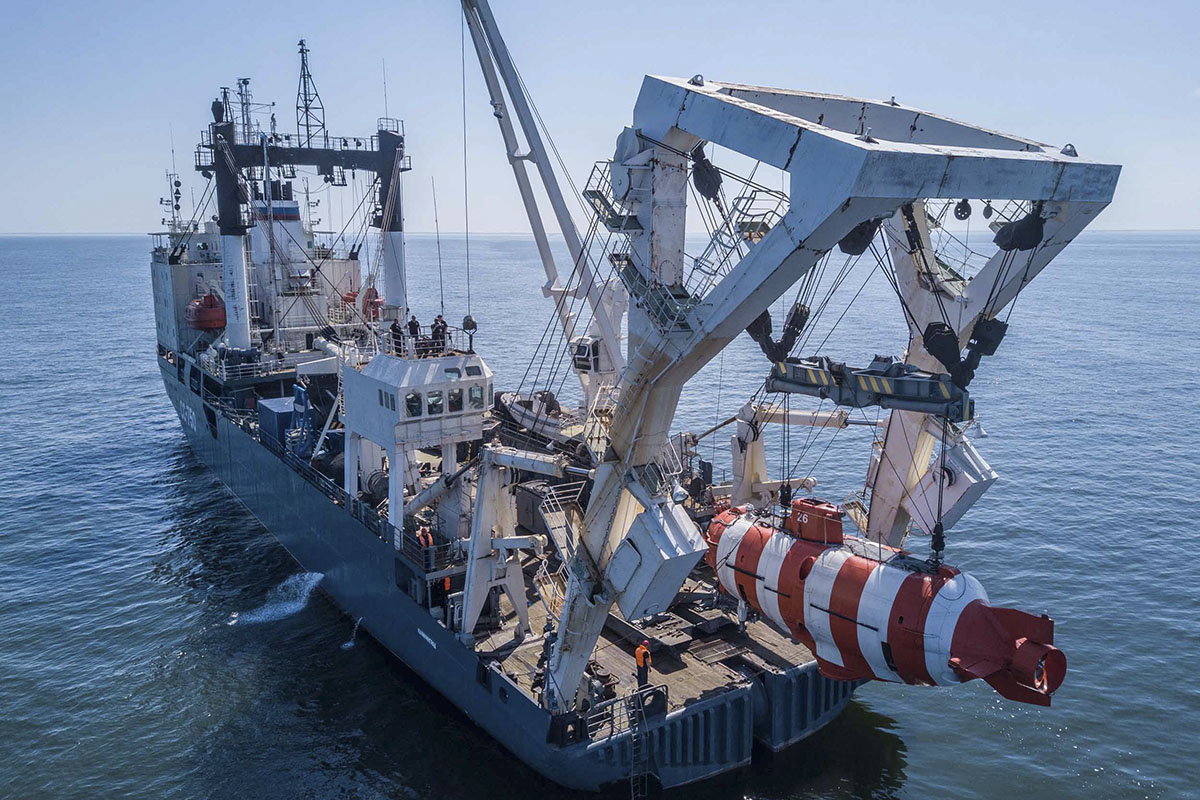
Экипаж спасательного судна СС-750 (до сентября 1995 года — КИЛ-140) проекта 141С отрабатывает спуск СГА АС-26 «Приз» проекта 18551 (342-й аварийно-спасательный отряд ДКБФ)[63] — тренировка по оказанию помощи аварийной подлодке, лежащей на грунте; Балтийское море, 2020 год.
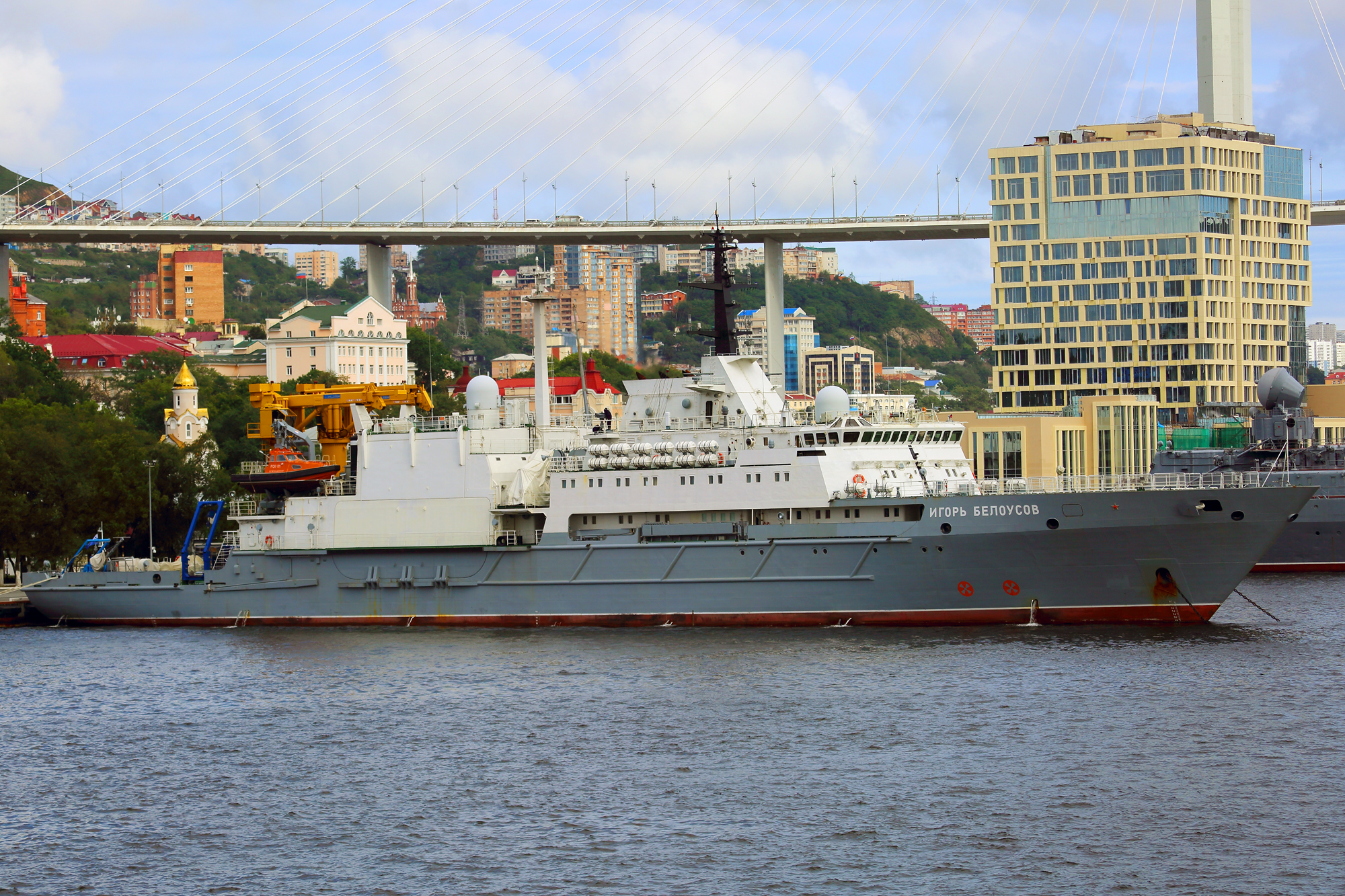
Спасательное судно «Игорь Белоусов» проекта 21300 (79-й аварийно-спасательный отряд КТОФ); Владивосток, 2015 год.
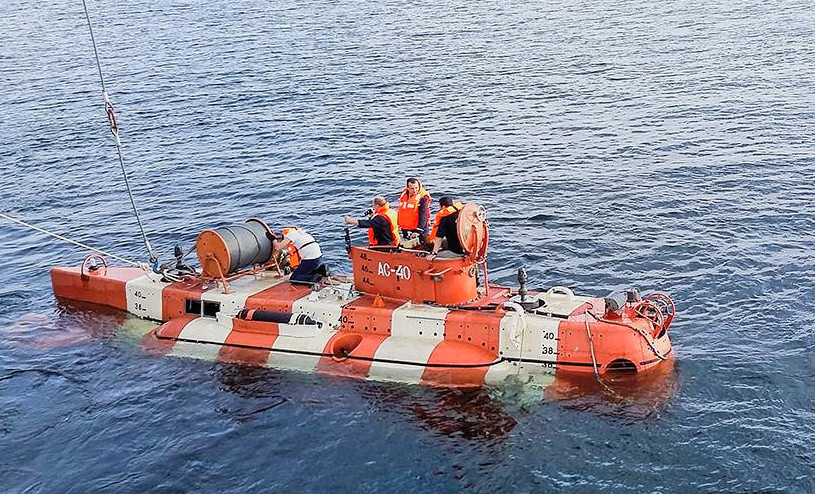
Спасательный глубоководный аппарат АС-40 «Бестер-1» проекта 18271 (79-й аварийно-спасательный отряд КТОФ; основное судно-носитель «Игорь Белоусов»), 2015 год.
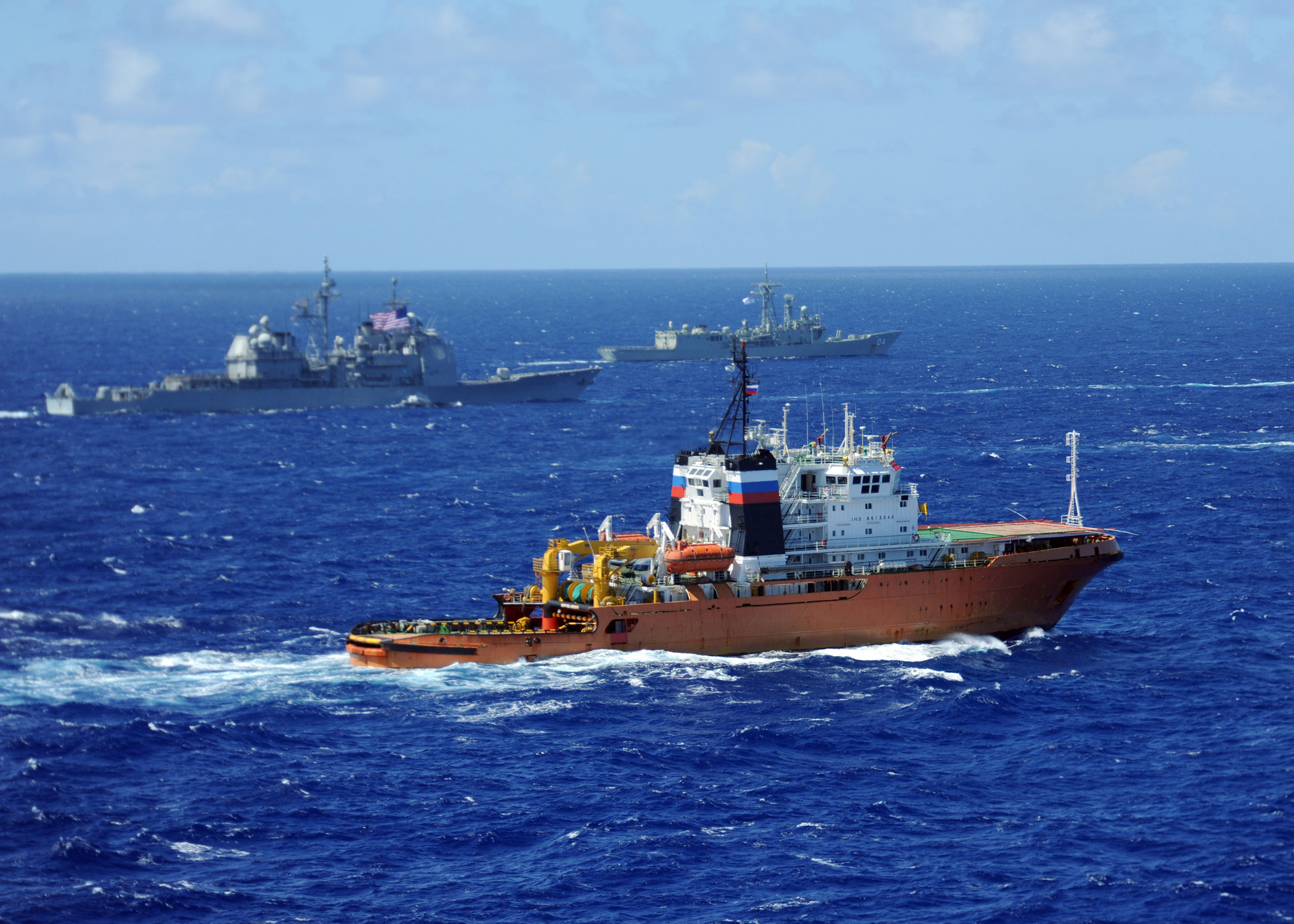
Спасательный морской буксир «Фотий Крылов» проекта Р-5757 (79-й аварийно-спасательный отряд КТОФ); учения RIMPAC, 2012 год (на заднем плане корабли других стран-участниц: крейсер УРО USS Chosin типа «Тикондерога» и фрегат УРО HMAS Darwin типа «Аделаида»).
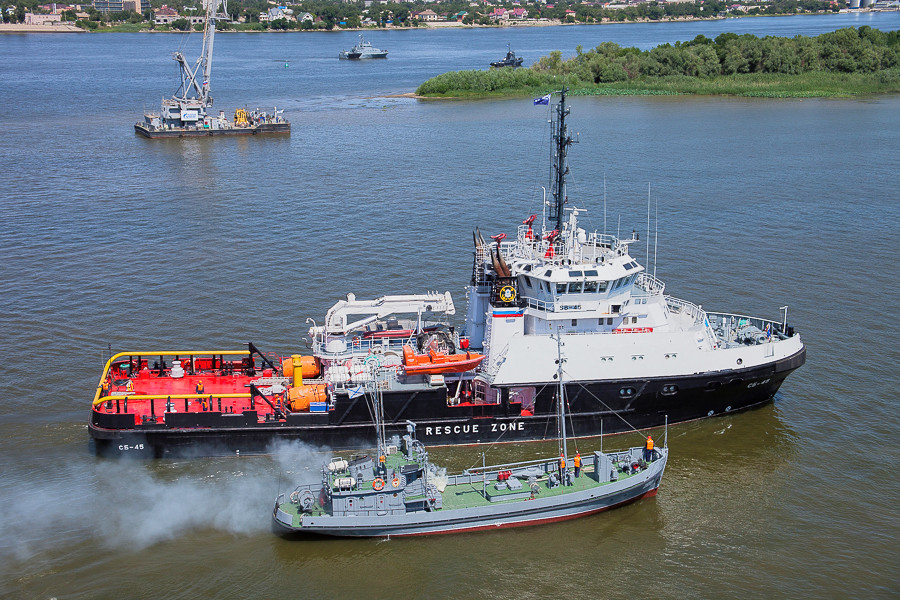
Спасательное буксирное судно СБ-45 проекта 22870 (293-й аварийно-спасательный отряд ККФл); военно-морской парад Каспийской флотилии в честь празднования Дня Военно-Морского Флота в Астрахани, 2015 год.
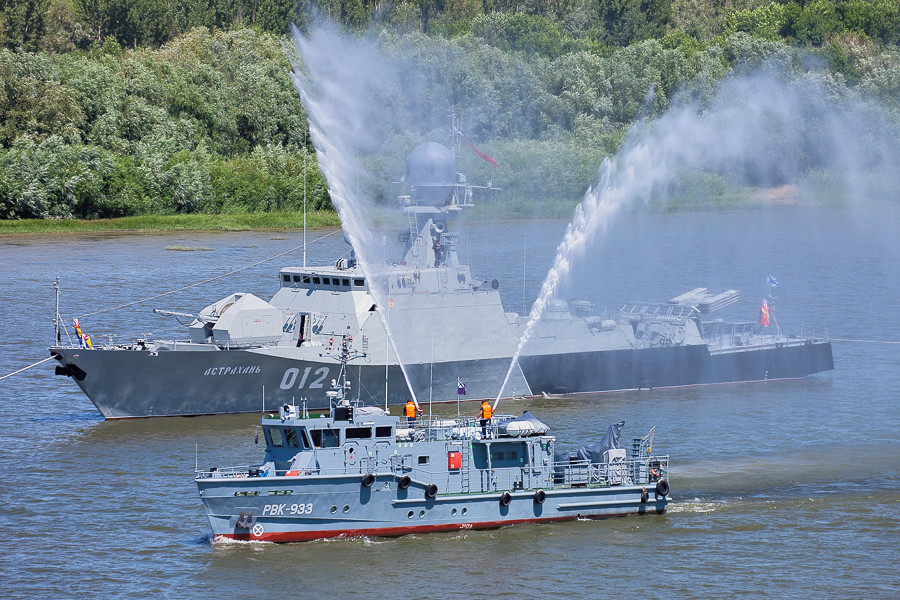
Рейдовый водолазный катер РВК-933 проекта 23040 — катер комплексного поисково-спасательного обеспечения, включая выполнение задач пожаротушения (293-й аварийно-спасательный отряд ККФл); военно-морской парад Каспийской флотилии в честь празднования Дня ВМФ в Астрахани, 2015 год (на заднем плане: малый артиллерийский корабль «Астрахань» проекта 21630).
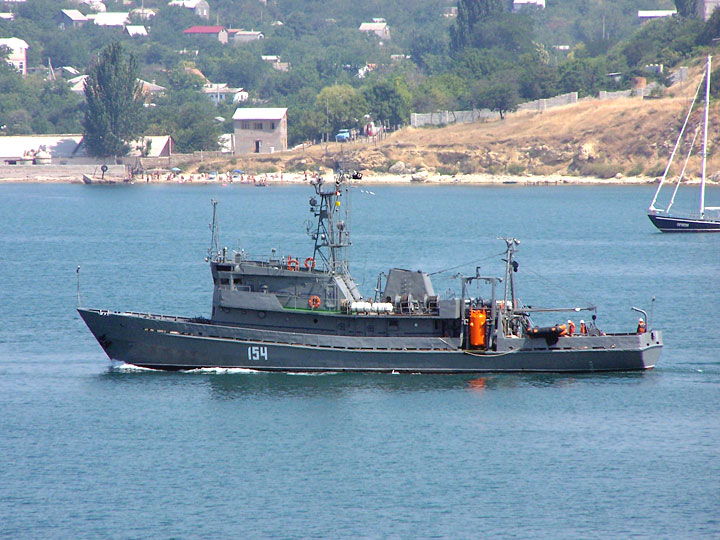
Морской водолазный бот ВМ-154 проекта 535 (37-я бригада спасательных судов КЧФ; после 2011 года — 145-й аварийно-спасательный отряд КЧФ); Севастополь, 2007 год.
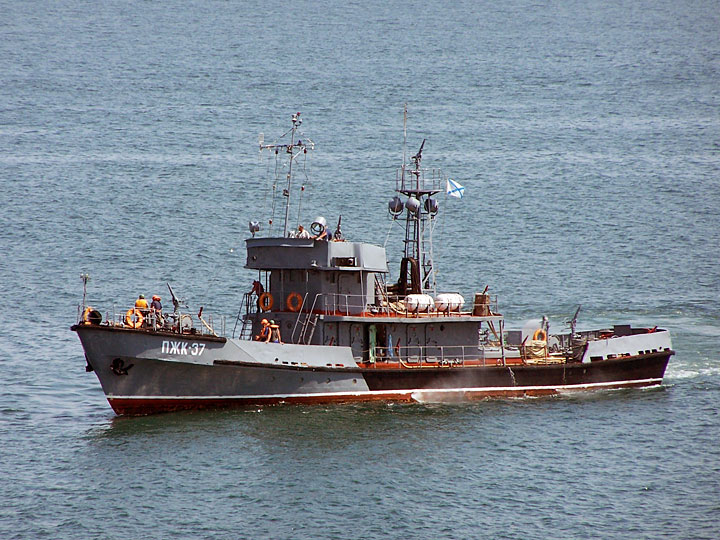
Противопожарный катер ПЖК-37 проекта 364 (37-я бригада спасательных судов КЧФ; после 2011 года — 145-й аварийно-спасательный отряд КЧФ); Севастополь, 2006 год.

### Комментарии
1. ↑  Строительство нефтепровода Оха — Софийск в 1940—1942 годах (в 1946 году продлённого до Комсомольска-на-Амуре), предназначенного для перекачки северосахалинской нефти на материк, и проложенного по дну пролива Невельского на участке Погиби — Лазарев[23].
2. ↑  Ныне санаторий «Аврора» в микрорайоне Хоста (Сочи), входящий в состав санаторно-курортного комплекса «Сочинский» Минобороны России[24].
3. ↑  На Краснознамённом Черноморском флоте (КЧФ) советский флаг судов поисково-спасательной службы ВМФ использовался до 1997 года (введённые де-юре в 1992 году флаги и вымпелы военных кораблей КЧФ де-факто не использовались).
4. ↑  СГА АС-34 «Приз» построен по проекту 1855, вступил в строй в 1989 году (с 1990 года в составе 88-й бригады спасательных судов КСФ), в 2014—2016 годах модернизирован по проекту 18551; по состоянию на 2020 год вместе с судном-носителем продолжал службу в составе 86-го аварийно-спасательного отряда КСФ[44].
5. ↑  1 марта 2016 года спасательное судно «Саяны» было включено в состав Черноморского флота.